# (6087) Lupo
(6087) Lupo (1988 FK) – planetoida z pasa głównego asteroid okrążająca Słońce w ciągu 2,68 lat w średniej odległości 1,93 j.a. Odkryta 19 marca 1988 roku.